# Thimpu de trucha
El thimpu de trucha o t'impu de trucha,  es un plato típico de la región andina, especialmente en Perú y Bolivia. Se trata de un caldo nutritivo elaborado con trucha, acompañado con papas, chuño y otros ingredientes, siguiendo una tradición culinaria transmitida por generaciones en los pueblos del altiplano.

## Origen
Este plato tiene sus raíces en antiguas preparaciones andinas como el chawlla y el wallake, recetas ancestrales que combinan peces nativos del lago Titicaca con tubérculos, hierbas y otros ingredientes locales, reflejando el estrecho vínculo de las comunidades altiplánicas con los recursos naturales de su entorno.
Durante siglos, peces como el carachi y el mauri, capturados mediante técnicas de pesca artesanal,  fueron los protagonistas. Sin embargo, con la introducción de la trucha arcoíris a inicios del siglo XX, y a medida que esta se adaptó al ecosistema del lago Titicaca y a los ríos de la región, su consumo se popularizó, lo que dio origen a una nueva versión de este plato, que mantiene su esencia pero incorpora la trucha como ingrediente principal.

## Características
El thimpu de trucha es un plato compuesto por un caldo de sabor intenso, en el que la trucha es el ingrediente principal acompañado normalmente con papas, chuño y otros ingredientes locales, además de condimentos a base de ajíes. Algunas versiones incluyen hierbas aromáticas que aportan frescura y realzan el sabor.

## Importancia cultural
El thimpu de trucha no solo es un plato representativo de la gastronomía del altiplano, sino que también refleja la evolución de las costumbres alimentarias en esta región. La introducción de la trucha arcoíris ha sido clave para la economía de muchas familias, especialmente en comunidades donde la piscicultura se ha convertido en una actividad fundamental en las últimas décadas. Su presencia en la cocina andina ha transformado las recetas tradicionales, adaptándolas a los nuevos recursos disponibles.
Además de su impacto económico, el thimpu de trucha es un platillo de gran valor cultural, siendo especialmente consumido en festividades como la Semana Santa, cuando las tradiciones religiosas fomentan el consumo de pescado en lugar de carne roja. Su arraigo en la identidad culinaria del altiplano ha hecho que este caldo sea reconocido como un símbolo de la fusión entre la tradición andina y la adaptación a nuevos ingredientes, consolidándose como un referente gastronómico en Perú y Bolivia.